# Stazione di Jena-Göschwitz
La stazione di Jena-Göschwitz è una stazione ferroviaria della città tedesca di Jena, posta all'incrocio fra le linee Naumburg-Saalfeld e Weimar-Gera.